# Salma (écrivaine)
Pour les articles homonymes, voir Salma.
Salma, de son vrai nom, Rajathi Rokkiah (ou Rakkiaiah) née le 19 décembre 1968 dans l'état du Tamil Nadu en Inde, est une écrivaine, activiste et politicienne indienne d'origine tamoule.  
Sous son nom de plume de Salma, ses œuvres sont saluées au niveau international et elle est reconnue comme une sensation de la littérature tamoule contemporaine.
Membre du Dravida Munnetra Kazhagam, elle milite pour les droits des femmes et des transgenres. Entre 2007 et 2011, elle est présidente du State Social Welfare Board du Tamil Nadu. Salma est également la fondatrice d'une organisation non gouvernementale de défense des droits des femmes appelée Your Hope is Remaining.

## Biographie

### Jeunesse
Salma née dans le village de Thuvarankurichi, près de Tiruchirappalli, dans l'état indien du Tamil Nadu, au sein d'une famille musulmane conservatrice de la communauté Rowther (en). Très tôt, elle s'intéresse à la lecture. Elle ne peut pas poursuivre son intérêt pour la littérature en raison des règles oppressives en vigueurs dans sa famille, qui limitent ses déplacements. Elle n'a pas le droit de quitter sa chambre lorsque des hommes sont présents dans la maison. Elle parvient à s'éclipser avec un cousin et un ami masculin pour aller voir un film en malayalam, Avalude Ravukal (en), au cinéma. Le film décrit la vie d'une adolescente prostituée, bien que Salma ne soit pas consciente du sujet à l'époque. Lorsque ses parents découvrent l'escapade, ils sont furieux. Ils la retire de l'école avant qu'elle n'atteigne l'âge de 15 ans et la cloître chez elle dans une petite pièce. Son cousin et son ami n'ont pas subi de lourdes conséquences et son ami lui apporte en cachette des livres de la bibliothèque du village. C'est ainsi qu'au cours de son adolescence, Salma devient une lectrice et une écrivaine passionnée. Elle se passionne pour la littérature russe, lit les œuvres traduites de Fiodor Dostoïevski et de Léon Tolstoï, et ses icônes sont des personnages tels que Nelson Mandela et Che Guevara plutôt que des stars de cinéma.
À l'âge de 13 ans, Salma est fiancée à un cousin nommé Malik, mais parvient à repousser le mariage jusqu'à ses 19 ans,. Sa mère simule une crise cardiaque pour la persuader de se marier. Après son mariage, Salma reçoit le nom de Rokkiah Begum et a deux enfants. Son intérêt pour la littérature se poursuit durant sa vie conjugale mais est considéré comme une folie par sa famille,. À l'âge de 22 ans, Salma écrit son premier poème, Oppandham, pour exprimer sa frustration et sa colère face à sa situation. Obligée de cacher sa passion à sa famille, elle écrit assise sur les toilettes, sur des morceaux de papier arrachés à des calendriers et à des cahiers,,. Elle est victime de violences, comme des brûlures de cigarette, de la part de son mari à cause de son désir d'écrire « Chaque nuit était une horreur. Je serrais mon fils dans mes bras, craignant que mon mari ne me jette de l'acide au visage » dit-elle. Son mari détruit souvent son travail s'il le trouve. Sa mère finit par l'aider en faisant sortir clandestinement des poèmes de chez elle et en les faisant publier dans un hebdomadaire tamoul, « Voyant la profondeur de mes poèmes, le rédacteur en chef m'a donné d'autres opportunités » explique Salma.

### 1994–2006: carrière littéraire et débuts politiques
Vers 1994-98, Salma devient une figure bien connue des cercles littéraires tamouls. Elle signe avec la maison d'édition Kalachuvadu et est invitée à un certain nombre de conventions littéraires dans le Tamil Nadu, où elle se rend sous couvert de visites médicales. Une femme voyageant seule est mal vue dans son milieu social, sa mère l'accompagne lors de son premier événement dans la ville de Chennai.
Cependant, sa famille continue de craindre ses activités et les considère comme subversives. Ses poèmes sont décrits comme non conventionnels car ils traitent de questions sociales et ne s'abstiennent pas de mentionner la sexualité des femmes, ce qui finit par provoquer la colère de l'orthodoxie sociale dans son quartier conservateur ainsi que de sa famille, d'autant plus qu'elle écrit des poèmes sous son nom de naissance et son surnom de Rajathi. Leur réaction l’amène à adopter le nom de plume de Salma, inspiré d'un personnage d'un roman de Kahlil Gibran. C'est sous ce nom qu'elle publie sa première anthologie de poèmes, Oru Malaiyum, Innoru Malaiyum, en 2000. La même année, elle est invitée à un grand événement littéraire de trois jours, la World Tamil Conference, qui se tient à Chennai. Elle y assiste, mais refuse de monter sur scène, craignant que la publication d'une photo dans la presse ne soulève une controverse dans son village et sa famille. Elle commence également à écrire un roman, qu'elle achève en 2001 mais qu'elle hésite à publier.

« De temps en temps

la plus jeune fille, troublée

par les paroles honteuses qui tombent,

essaie de les museler

avec sa propre et stupide

confiance en soi.

Toute la nuit,

la nouvelle mariée

démêle les conseils de sa sœur

pris dans ses boucles d'oreilles pendantes

et les dépose soigneusement

sur le lit conjugal. »

— Salma. Traduit par Lakshmi Holmström, "New Bride, New Night"
En 2001, Salma se présente aux élections du Panchayati raj (système d'administration local des zones rurales) de Ponnampatti (en) et est élue sarpanch. Dans son témoignage, elle déclare que sa famille n'est pas opposée à sa candidature car il s'agit d'une circonscription réservée aux femmes et qu'elle avait l'intention d'en contrôler ses activités, « J'ai dû porter une burqa pour assister à la réunion, car sinon ma famille ne me l'aurait pas permis. J'aurais été contrainte de démissionner et je ne voulais pas le faire. » dit-elle. Mais Salma s'est au contraire créé une opportunité. Elle réussi finalement à tirer parti de sa position et à devenir indépendante en devenant représentante élue, à présider des réunions et à éduquer les femmes de sa communauté : « Cela m'a ouvert un nouveau monde. L'indépendance nouvellement trouvée, complétée par l'écriture, m'a permis de rencontrer de nouvelles personnes. Rien de tout cela n'aurait été possible sans la réserve. ».
En 2002, elle est invitée à une conférence internationale sur les droits des femmes qui se tient au Sri Lanka. Elle publie sa deuxième anthologie de poèmes, Devathai, en 2003, et accepte de publier son roman Irandaam Jaamangalin Kadhai en 2004. Le roman est décrit comme une œuvre semi-autobiographique et dépeint la vie et les difficultés d'une jeune fille nommée Rabia, née dans une communauté musulmane orthodoxe minoritaire qui s'accroche fermement à ses traditions et à l'observance de ses rituels.
Salma déclare avoir été impressionnée par le ministre en chef Karunanidhi, qu'elle qualifie de « poète du progrès » pour avoir institué le quota de 50 % pour les femmes dans les élections locales et pour avoir prêté attention aux questions relatives aux femmes, ce qui l'a finalement amenée à rejoindre le Dravida Munnetra Kazhagam (DMK) en 2004. Après avoir rejoint le parti, elle est nommée secrétaire adjointe de la section féminine. Lors des élections législatives de 2006 au Tamil Nadu, le parti la désigne comme candidate dans la circonscription de circonscription de Marungapuri (en). Elle perd l'élection avec 1 200 voix d'écart, 55 378 voix s'étant exprimées en sa faveur contre 57 910 en faveur du candidat gagnant. Pendant la campagne, son adversaire fait circuler des documents sexuellement explicites tirés de ses écrits pour tenter de faire basculer certains électeurs en sa faveur. Certains membres masculins de son parti auraient également entravé ses efforts de campagne, ce à quoi elle s'est exclamée plus tard que « certaines choses ne changent jamais pour les femmes ».

### 2006-aujourd'hui: suite de la carrière
Malgré cette défaite, elle est nommée présidente du State Social Welfare Trust, le DMK ayant réussi à obtenir la majorité à l'Assemblée législative du Tamil Nadu et à former un gouvernement. Durant son mandat, Salma se distingue par son action en faveur de la mise en place d'un certain nombre de programmes de protection sociale et par le lancement de plusieurs initiatives qui font date en matière de droits des transgenres,. Elle joue également un rôle déterminant dans le lancement d'une campagne de sensibilisation à la loi sur la violence domestique et dans l'organisation de programmes de formation à l'intention du personnel de police, des conseillers, des juges et des femmes. En 2010, Salma fonde l'organisation non gouvernementale Your Hope is Remaining, basée à Chennai, et commence à travailler comme assistante sociale auprès des femmes rurales afin de promouvoir l'égalité des genres. En 2011, elle perd son poste de présidente du State Social Welfare Trust lorsque le DMK est écarté du pouvoir.
Entre-temps, son anthologie de nouvelles Saabam est publiée en 2009, traduite en anglais par N Kalyan Raman sous le titre The Curse : Stories. En 2016, elle publie son deuxième roman Manaamiyangal, qui raconte les vies parallèles de deux femmes nommées Mehar et Parveen,. Dans une critique du Hindustan Times, le roman est décrit comme ayant capturé la « pratique féminine de l'écriture » d'Hélène Cixous. Il est traduit du tamoul à l'anglais par Meena Kandasamy sous le titre Women, Dreaming.

## Croyances sociales et politiques

### Sur les questions relatives aux femmes et au féminisme
Salma estime que l'écriture est en soi un acte politique, car elle s'inspire de la société, qui devient à son tour un moyen de transmettre une pensée politique. Ses écrits eux-mêmes sont décrits à de nombreuses reprises comme des écrits saisissant une perspective féminine,. Selon elle, la notion populaire d'une « moralité bien définie » pour une femme conduit à la suppression de son corps et de son esprit, et de son point de vue, la moralité est une question d'amour, de priorité accordée au fait de rendre les gens heureux et de ne pas les blesser. Elle déclare que l'on attend des femmes qu'elles se marient et qu'elles deviennent des femmes au foyer, alors que la responsabilité de s'occuper de la famille devrait incomber aux deux partenaires, et ajoute que les femmes ont besoin de la liberté de choisir et d'agir sans crainte, et qu'elles n'ont pas besoin de la permission d'un homme pour le faire. En ce qui concerne le fait de se couvrir le visage, elle estime que l'habillement est un choix personnel et que personne n'a le droit de dicter ce que les personnes peuvent ou ne peuvent pas porter.
Lorsqu'on lui demande si elle se considère comme une féministe, Salma déclare qu'elle ne s'identifie pas comme telle, mais qu'elle n'est pas opposée à ce qu'on l'appelle ainsi. Selon elle, bien que les femmes aient beaucoup plus d'opportunités que par le passé, elles ne sont toujours pas considérées comme les égales des hommes par la société en général. Elle a également soutenu le mouvement MeToo en Inde, déclarant qu'il était attendu depuis longtemps et qu'il avait donné aux femmes le courage de s'exprimer contre le harcèlement au travail. Depuis 2015, Salma soutient explicitement le mouvement LGBT en Inde.

### Sur le conservatisme religieux
Salma a sévèrement critiqué l'orthodoxie religieuse musulmane, tant dans ses écrits que dans ses actions de plaidoyer. Elle a notamment condamné le All India Muslim Personal Law Board (en) pour avoir permis la persistance d'attitudes misogynes et de la tradition du triple talaq au sein de la communauté musulmane en Inde. Selon elle, les dirigeants fondamentalistes religieux ont tenté de s'approprier la culture dans son ensemble et, ce faisant, ont eu recours à l'intimidation d'écrivains tels que Taslima Nasrin, M. F. Husain et Salman Rushdie. Elle précise : « Mes écrits n'ont jamais critiqué directement la religion. J'ai seulement parlé du système, de la culture et de la tradition, et de la façon dont notre société dominée par les hommes contrôle les femmes. »
Elle estime également que la démocratie en Inde est en train de s'affaiblir car les dissidents, qualifiés de Naxalistes urbains, sont la cible de violences et de répressions de la part de l'État indien. Salma attribue la montée du parti nationaliste Bharatiya Janata Party à l'augmentation de la violence fondée sur les castes au Tamil Nadu, et accuse le parti d'essayer d'attiser la haine contre tous les musulmans et d'essayer de contrôler la culture en recourant aux mêmes tactiques en ciblant des artistes comme Perumal Murugan, Puliyoor Murugesan, Gunasekaran Sundarraj et Khushbu Sundar (en).

## Réception, reconnaissance et récompenses
La vie de Salma est largement documentée par Kim Longinotto dans son documentaire Salma en 2013, qui est décrit comme le voyage d'une femme au foyer sous-éduquée qui a été soumise à une forme efficace d'assignation à résidence et est devenue une figure littéraire tamoule acclamée. Longinotto elle-même décrit Salma comme une « extraordinaire lueur d'espoir ». Le documentaire, qui a été projeté en 2013, a reçu plusieurs prix et a été diffusé dans onze pays.
Le magazine indien The Week a décerné à Salma le titre de « symbole de la persévérance » dans l'un de ses articles de fond.
Ses œuvres sont traduites par la célèbre Lakshmi Holmström (en) et présentées aux côtés de Sukirtharani (en), Malathi Maitri (en) et Kutti Revathi (en),.
Salma reçoit la quatrième édition du prix Mahakavi Kanhaiyalal Sethia lors du Jaipur Literature Festival (en) en 2019.

## Œuvres

### Anthologie de poèmes
- Oru Maalaiyum Innoru Maalaiyum, (An Evening and Another Evening, 2000)[8]
- Pachchai Devathai, (Green Angel, 2003)[8]

### Romans
- Irandaam Jaamangalin Kathai, (The Hour Past Midnight, 2004)[8] - sélectionné pour le DSC Prize et le Man Asian Prize 2010[13].
- Manaamiyangal (The Dreams, 2016)[13]

### Collections
- Sabaam (Curses, 2009 & 2012)[13]